# Urbananthus pluriseriatus
Urbananthus pluriseriatus là một loài thực vật có hoa trong họ Cúc. Loài này được (B.L.Rob.) R.M.King & H.Rob. miêu tả khoa học đầu tiên năm 1971.